# Dan Howbert
Dan Howbert (ハウバート・ダン Howbert Dan?), född 29 juli 1987 i Kanagawa prefektur, är en japansk före detta fotbollsspelare.
Howbert började sin karriär 2010 i Kyoto Sanga FC. Han spelade 11 ligamatcher för klubben. 2012 flyttade han till YSCC Yokohama. Han avslutade karriären 2012.